# 索多暨馬恩教區
聖公會索多暨馬恩教區（英語：Diocese of Sodor and Man）是英格蘭教會約克教省下面的一個教區。
1154年由挪威人建立。目前轄區僅包括萌島，但歷史上卻包括了赫布里底群島（Suðreyjar，「南部群島」的意思）。
座堂是皮爾座堂，現任主教為彼得·伊格爾斯。下分一個副主教區，管理廿八個堂區。